# El supervivent
El supervivent (títol original en anglès, The Survivalist) és una pel·lícula de thriller d'acció estatunidenca del 2021 dirigida per Jon Keeyes i escrita per Matthew Rogers protagonitzada per Jonathan Rhys Meyers i John Malkovich. Es va estrenar als Estats Units l'1 d'octubre de 2021 a càrrec de la distribuïdora Quiver Distribution. S'ha doblat i subtitulat al català.
El rodatge es va acabar el desembre de 2020.

## Repartiment
- Jonathan Rhys Meyers com a Ben Grant[9]
- John Malkovich com a Aaron Neville Ramsey[9]
- Ruby Modine com a Sarah Street[10]
- Jenna Leigh Green com a Marley Harrelson
- Julian Sands com a Heath Grant
- Thaddeus Street com a Matthew Ramirez[10]
- Jon Orsini com a Owen Hanley[10]
- Rob Dubar com a Jackson Everett
- Obi Abili com a John Larsson
- Simon Phillips com a Danny
- Tom Pecinka com a Guy Street, germà de la Sarah
- Lori Petty com a operadora de ràdio (veu)